# Son Little
Aaron Livingston, dit Son Little, est un musicien américain de rhythm & blues né à Los Angeles en Californie.
Livingston est le fils d'un père pasteur saxophoniste et d'une institutrice. La profession de son père les conduit à voyager à travers les États-Unis, ce qui influencera sa musique qualifiée de "panorama de la musique américaine", mêlant balades blues, soul, folk et mélodies rock.

## Carrière
D'abord guitariste, Livingston ne croit pas en son potentiel vocal et écrit pour d'autres artistes tels que la chanteuse Mavis Staple,.
En 2011, Aaron Livingston et RJD2 sortent The Abandoned Lullaby sous le Nom de Icebird. 
Ce sont les membres du groupe de rap The Roots, avec qui il s'est lié d'amitié à Philadelphie, qui l'encouragent à chanter. 
Un an plus tard, Livingston sort son premier album éponyme complet sous le même label musical.
Il reçoit un Coup de cœur Jazz et Blues 2020 de l'Académie Charles-Cros pour Aloha, proclamé le 5 février 2021, dans l’émission Open Jazz d’Alex Dutilh sur France Musique.

## Discographie
Albums studio
- Son Little (2015, Anti-)
- New Magic (2017)
- aloha (2020)
- Like Neptune (2022)

EP
- Things I Forgot (2014, Anti-)